# Stenosphenus vitticollis
Stenosphenus vitticollis är en skalbaggsart som beskrevs av Bates 1892. Stenosphenus vitticollis ingår i släktet Stenosphenus och familjen långhorningar.
Artens utbredningsområde är:
- Guatemala.
- Honduras.

Inga underarter finns listade i Catalogue of Life.